# Marta Drottnerová-Blažková
Marta Drottnerová-Blažková (* 26. srpna 1941, Kvasice) je česká tanečnice, baletka, taneční choreografka a pedagožka.
Začínala v deseti letech v baletním studiu při ostravském divadle, kde jako třináctiletá nastoupila do angažmá. Vzdělání si doplňovala studiem učebnice klasického tance od Agrippiny Vaganovové. Od roku 1959 dlouholetá členka a pozdější primabalerína (1966–1990) baletního souboru Národního divadla v Praze. Primabalerinou se stala po zisku stříbrné (1964) a zlaté (1966) medaile na prestižním konkurzu ve Varně. V roce 1968 obdržela Státní cenu, v roce 1975 titul zasloužilá umělkyně. Od roku 1975 byla nejmladší československou národní umělkyní. Je vítězkou mezinárodní taneční soutěže v Rio de Janeiro v roce 1961, první českou baletkou, jež vystupovala na scéně Velkého divadla v Moskvě, v roli Marie v Bachčisarajské fontáně. V letech 1989–1993 vyučovala balet na Hudební fakultě AMU.
Ocenění získala i na dalších mezinárodních baletních soutěžích, např. v Helsinkách a ve Varně. Hostovala v Královské akademii v Londýně (1963), ve Francii, Švýcarsku, Španělsku, Maďarsku, na Kubě.
Jedná se o jednu z nejlepších československých baletních umělkyň 20. století, je nositelkou Ceny Thálie z roku 2000 za celoživotní mistrovství v tanečním oboru.
Jejím manželem byl tanečník a choreograf Jiří Blažek.
Spolu s manželem Jiřím Blažkem je autorkou publikace Minuta absolutního štěstí.